# مسافرت هوایی

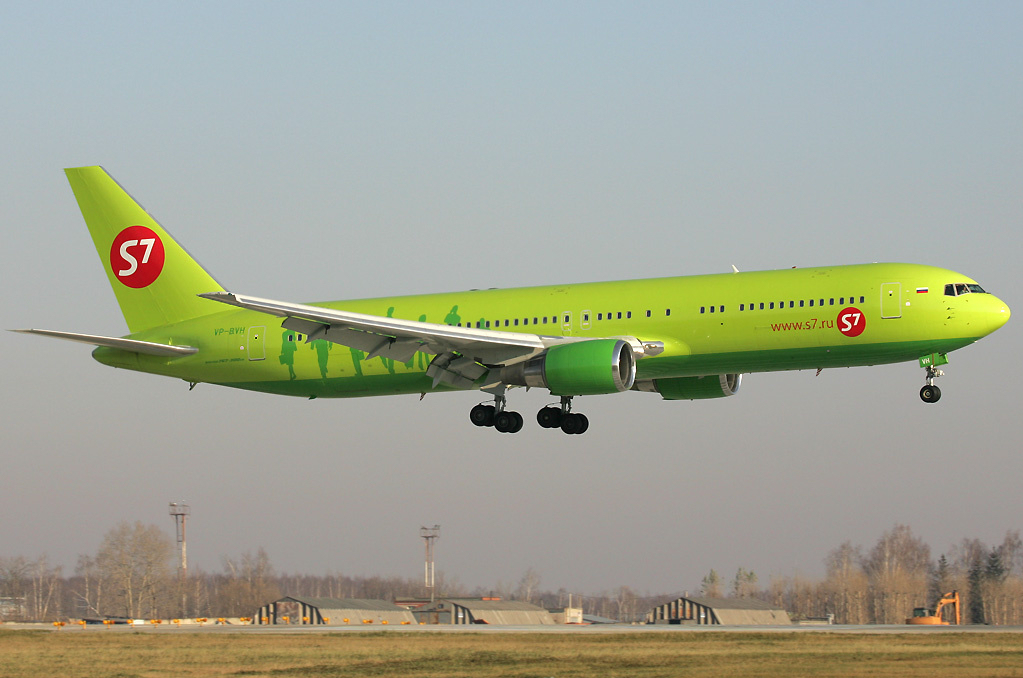
یک فروند هواپیمایی S7 هواپیمایی بوئینگ 767-300ER در حال فرود

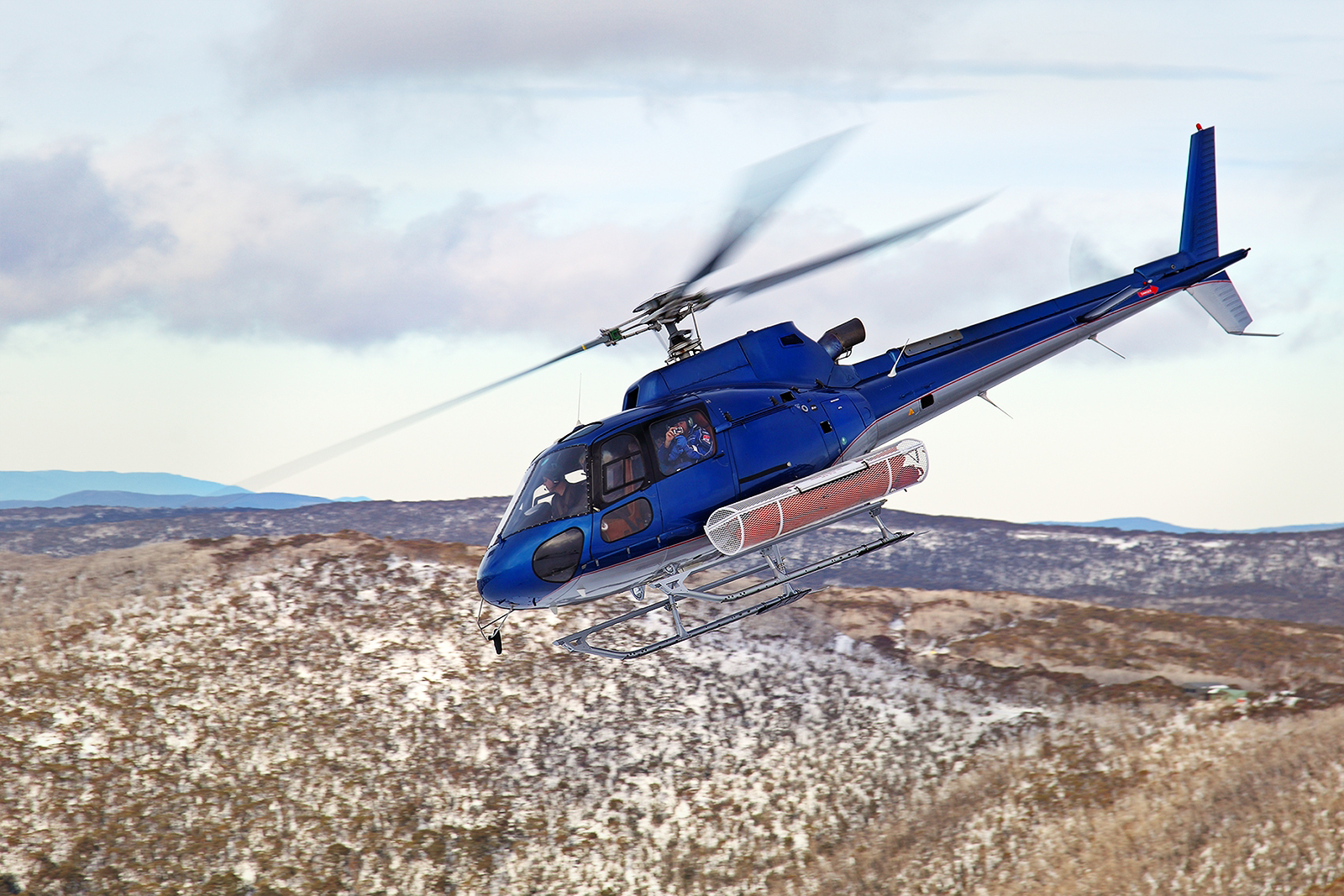
یوروکوپتر AS350B هلیکوپتر در پرواز

سفر هوایی نوعی از سفر است که با وسایل نقلیه مانند هلیکوپتر، بالن‌های هوای داغ، بالن، گلایدر، کایت، چتربازی، هواپیما، جت، یا هر چیز دیگری که بتواند پرواز کند، انجام می‌شود. استفاده از سفرهای هوایی طی دهه‌های اخیر بسیار افزایش یافته است. آمار این سفرها در سراسر جهان بین اواسط دهه ۱۹۸۰ تا سال ۲۰۰۰ دو برابر شده است.

## پروازهای داخلی و بین‌المللی
سفرهای هوایی را می‌توان به دو دسته کلی تقسیم کرد: پرواز داخلی و پرواز بین‌المللی. پروازها از یک نقطه به نقطه دیگر در یک کشور پرواز داخلی نامیده می‌شوند. پروازها از یک نقطه در یک کشور به نقطه‌ای از کشور دیگر به عنوان پروازهای بین‌المللی شناخته می‌شوند. مسافران می‌توانند از پروازهای داخلی یا بین‌المللی در سفرهای خصوصی یا عمومی استفاده کنند.

## مسافرت هوایی
کلاس مسافرت در هواپیما معمولاً به دو، سه یا چهار کلاس تقسیم می‌شود. پروازهای داخلی ایالات متحده معمولاً دارای دو کلاس است: کلاس اقتصادی و کلاس اول داخلی که هر دو در یک کابینِ تقسیم‌شده انجام می‌شود. پروازهای بین‌المللی ممکن است تا چهار کلاس داشته باشد: کلاس اقتصادی، اقتصادی ممتاز، کلاس تجاری یا کلاس باشگاه و کلاس اول.
بیشتر سفرهای هوایی از یک فرودگاه تجاری شروع می‌شود و در فرودگاه تجاری دیگر پایان می‌یابد. مراحل معمول سفر هواهیی عبارت است از چک این، بازرسی مرزی؛ بازرسی‌های امنیتی فرودگاه و چک مسافر قبل از ورود به گیت؛ جا به جایی؛ پرواز و برداشتن چمدان و در مورد پروازهای بین‌المللی، کنترل مرزی دیگری در کشور میزبان مرز.
در سفرهای طولانی‌تر، سفر هوایی ممکن است از چند پرواز با توقف همراه باشد. تعداد لی‌اورها اغلب به تعداد فرودگاه‌های توپی که طی مسیر سفر می‌شود بستگی دارد.
خطوط هوایی برای انجام پروازهای بین فرودگاهی به مدل نقطه به نقطه یا مدل پره و توپی متکی هستند. مدل نقطه به نقطه، که اغلب توسط حامل‌های کم هزینه مانند Southwest مورد استفاده قرار می‌گیرد، به برنامه‌ریزی پروازهای مستقیم بین فرودگاه‌های مقصد متکی است. مدل پره و توپی که توسط حاملانی مانند آمریکن و دلتا مورد استفاده قرار می‌گیرد، به برنامه‌ریزی پروازها از طریق فرودگاه‌های هوایی و از هاب فرودگاهی متکی است. مدل پره و توپی به خطوط هوایی اجازه می‌دهد تا مقصدهای بیشتری را به یکدیگر متصل کرده و مسیرهای مکرر را ارائه دهند، در حالی که سیستم نقطه به نقطه به خطوط هوایی اجازه می‌دهد تا از خطوط هوایی جلوگیری کنند و از کارایی بیشتری برخوردار باشند.

## تأثیرات محیطی
هواپیماهای مدرن، اگر پُر باشند، نسبت به اتومبیل‌ها سوخت کمتری برای هر نفر و مسافت طی شده مصرف می‌کنند. این استدلال به نفع سفر هوایی با دو واقعیت تعارض دارد:
1. مسافت طی شده اغلب به‌طور قابل توجهی بزرگتر است و جایگزین سفر اتومبیل نمی‌شود بلکه به آن افزوده می‌شود، و
2. همه پروازها رزرو پُر نیست.

در عوض، تعداد پروازهای برنامه‌ریزی شده غالب است و در نتیجه راندمان سوخت به مراتب بدتر است. طبق اعلام ATAG، پروازها ۷۸۱ میلیون تن (۷۶۹ میلیون تن بزرگ) گاز گلخانه ای تولید کردند. جبران کربن اغلب به عنوان راه حل برای کاهش انتشار CO2 پرواز پیشنهاد می‌شود. بسیاری از سازمان‌های غیردولتی وجود دارند که می‌توانند با پیشبرد انرژی تجدیدپذیر تمیز، کاهش مصرف انرژی و جذب کربن از قبل آزاد شده در درختان یا گیاهان دیگر، میزان انتشار CO2 را جبران کنند. با این حال، جبران کربن موضوعی بسیار بحث‌برانگیز است زیرا فقط سعی می‌کند آنچه را که قبلاً منتشر شده است کاهش دهد.

## تأثیرات بر سلامتی
ترومبوز ورید عمیق (DVT) سومین بیماری شایع عروقی، در کنار سکته مغزی و حمله قلبی است. تخمین زده می‌شود که DVT در پروازهای طولانی مدت از هر ۵۰۰۰ مسافر را تحت تأثیر قرار دهد. خطر در معرض پرواز بیشتر در یک بازه زمانی کوتاه و با افزایش مدت پرواز افزایش می‌یابد.